# Хмелівська сільська рада (Березнівський район)
Хмелі́вська сільська́ ра́да — колишній орган місцевого самоврядування в Березнівському районі Рівненської області. Адміністративний центр — село Хмелівка.

## Загальні відомості
- Хмелівська сільська рада утворена в 1944 році.
- Територія ради: 39,13 км²
- Населення ради: 607 осіб (станом на 2001 рік)

## Населені пункти
Сільській раді підпорядковані населені пункти:
- с. Хмелівка
- с. Совпа

## Склад ради
Рада складається з 12 депутатів та голови.
- Голова ради: Власюк Федір Онопрійович
- Секретар ради: Мельник Ольга Олександрівна

### Керівний склад попередніх скликань
| ПІБ                      | Основні відомості                                                               | Дата обрання | Дата звільнення |
| ------------------------ | ------------------------------------------------------------------------------- | ------------ | --------------- |
| Стасюк Микола Петрович   | Сільський голова, 1967 року народження, член Соціалістичної партії України      | 26.03.2006   | 31.10.2010      |
| Власюк Федір Онопрійович | Сільський голова, 1960 року народження, освіта середня спеціальна, безпартійний | 31.10.2010   |                 |

Примітка: таблиця складена за даними сайту Верховної Ради України